# Chloroclystis julia
Chloroclystis julia är en fjärilsart som beskrevs av Butler 1878. Chloroclystis julia ingår i släktet Chloroclystis och familjen mätare. Inga underarter finns listade i Catalogue of Life.